# Слатинське Лази
Слатинське́ Лази (словац. Slatinské Lazy) — село в окрузі Детва Банськобистрицького краю Словаччини. Площа села 7,21 км². Станом на 31 грудня 2015 року в селі проживало 506 людей. Протікає Коцанський потік.

## Історія
Перші згадки про село датуються 1930 роком.

## Населення
| Рік:            | 1994. | 2004.    | 2014.   | 2024.   |
| --------------- | ----- | -------- | ------- | ------- |
| Кількість осіб: | 456   | 525      | 502     | 530     |
| Різниця:        |       | +15,13 % | -4,38 % | +5,57 % |

| Рік:            | 2023. | 2024.   |
| --------------- | ----- | ------- |
| Кількість осіб: | 536   | 530     |
| Різниця:        |       | -1,11 % |